# رادیو گفت‌وگو

شبکه رادیویی گفت‌‎وگو در ۲۷ اردیبهشت سال ۱۳۸۵ با شعار «رادیو اندیشه‌ها» افتتاح شد.

## ساختار شبکه
براساس اطلاعات موجود در سایت رسمی رادیو گفتگو این شبکه در قالب سه گروه به  برنامه‌سازی می‌پردازد شامل:
گروه اجتماعی و سیاسی 
گروه تاریخ و فرهنگ 
گروه دانش و اقتصاد 
همچنین براساس اطلاعات موجود در سایت رسمی رادیو گفتگو چهار مدیریت اجرایی در ساختار این شبکه وجود دارد شامل: 
مدیریت تولید و تأمین 
مدیریت پخش و نظارت 
مدیریت فضای مجازی 
مدیریت طرح و برنامه‌ریزی 

## تاریخچه مدیران شبکه
رادیو گفتگو در سال ۱۳۸۵ و با مدیریت حسن محمدیان راه‌اندازی شد. در ۳۰ مرداد ۱۳۸۷ حسن خجسته معاونت وقت صدای سازمان صدا و سیما برای مدتی خودش مدیریت این شبکه را بر عهده داشت. در تاریخ ۲۳ بهمن ۱۳۸۷ مسعود ترقی‌جاه مدیریت این رادیو را بر عهده گرفت و تا ۱۱ آبان ۱۳۸۹ این مسولیت را بر عهده داشت. پس از آن برای مدتی محمد حسین صوفی معاون وقت صدای سازمان صدا و سیما مدیریت این شبکه را بر عهده داشت. از دی ۱۳۸۹ ابوالفضل نورزی سرپرست رادیو گفتگو شد و این رادیو به مدت دو سال در قالب سرپرست (بدون مدیر) اداره شد تا اینکه در ۱۸ شهریور ۱۳۹۱ اکبر رضایی به مدیریت این شبکه منصوب شد. در پنج بهمن ۱۳۹۳ رضا کوچک زاده تهمتن به مدیریت این رادیو منصوب شد و تا ۱۲ اسفند ۱۴۰۳ مدیریت رادیو گفتگو را بر عهده داشت. از اسفند ۱۴۰۳ مهدی شهاب تالی مدیریت این رادیو را برعهده دارد.
| نام مدیر           | سمت                | تاریخ شروع دوره  | تاریخ پایان دوره | توضیحات                                                     |
| ------------------ | ------------------ | ---------------- | ---------------- | ----------------------------------------------------------- |
| حسن محمدیان        | مدیر رادیو گفتگو   | ۲۷ اردیبهشت ۱۳۸۵ | ۳۰ مرداد ۱۳۸۷    | افتتاح شبکه                                                 |
| حسن خجسته          | سرپرست رادیو گفتگو | ۳۰ مرداد ۱۳۸۷    | ۲۳ بهمن ۱۳۸۷     | اداره شبکه بدون مدیر و تحت نظر معاون صدای سازمان صدا و سیما |
| مسعود ترقی‌جاه      | مدیر رادیو گفتگو   | ۲۳ بهمن ۱۳۸۷     | ۱۱ آبان ۱۳۸۹     |                                                             |
| محمد حسین صوفی     | سرپرست رادیو گفتگو | ۱۱ آبان ۱۳۸۹     | دی ۱۳۸۹          | اداره شبکه بدون مدیر و تحت نظر معاون صدای سازمان صدا و سیما |
| ابوالفضل نوروزی    | سرپرست رادیو گفتگو | دی ۱۳۸۹          | ۱۸ شهریور ۱۳۹۱   | اداره شبکه بدون مدیر و تحت نظر سرپرست                       |
| اکبر رضایی         | مدیر رادیو گفتگو   | ۱۸ شهریور ۱۳۹۱   | ۵ بهمن ۱۳۹۳      |                                                             |
| رضا کوچک‌زاده تهمتن | مدیر رادیو گفتگو   | ۵ بهمن ۱۳۹۳      | ۱۲ اسفند ۱۴۰۳    |                                                             |
| مهدی شهاب تالی     | مدیر رادیو گفتگو   | ۱۲ اسفند ۱۴۰۳    | تا اکنون         |                                                             |